# Aue
Aue (pronunciación en alemán: /ˈaʊ̯ə/ⓘ) es un pueblo de Alemania situado en la desembocadura del río Schwarzwasser en el río Mulde, en los Montes Metalíferos, y que cuenta con aproximadamente 18.000 habitantes. 
Aue fue la sede administrativa del antiguo distrito de Aue-Schwarzenberg en Sajonia y forma parte del distrito de los Montes Metálicos desde agosto de 2008. Pertenece a la Liga de la ciudad de Silberberg (Städtebund Silberberg).
Como ciudad minera ha sido conocida por su cobre, titanio y caolín. La ciudad fue un centro de construcción de maquinaria y de fabricación de cubertería en la época de Alemania Oriental, y es hoy en día un incipiente centro turístico debido al paso del camino de la plata (Silberstraße) a través de la ciudad.
Aue fue hasta 1991 un centro de la corporación minera germano-soviética Sowjetisch-Deutsche Aktiengesellschaft Wismut (SDAG Wismut).

## Deportes
La ciudad es también conocida por su club de fútbol, el FC Erzgebirge Aue, que juega en la tercera división del fútbol nacional, la 3. Liga. Su estadio es el Sparkassen-Erzgebirgsstadion con aforo de más de 15000 espectadores. 
- Datos: Q57948
- Multimedia: Aue (Erzgebirgskreis) / Q57948

1. ↑  Worldpostalcodes.org, código postal n.º 08280.